# Câmera de documentos

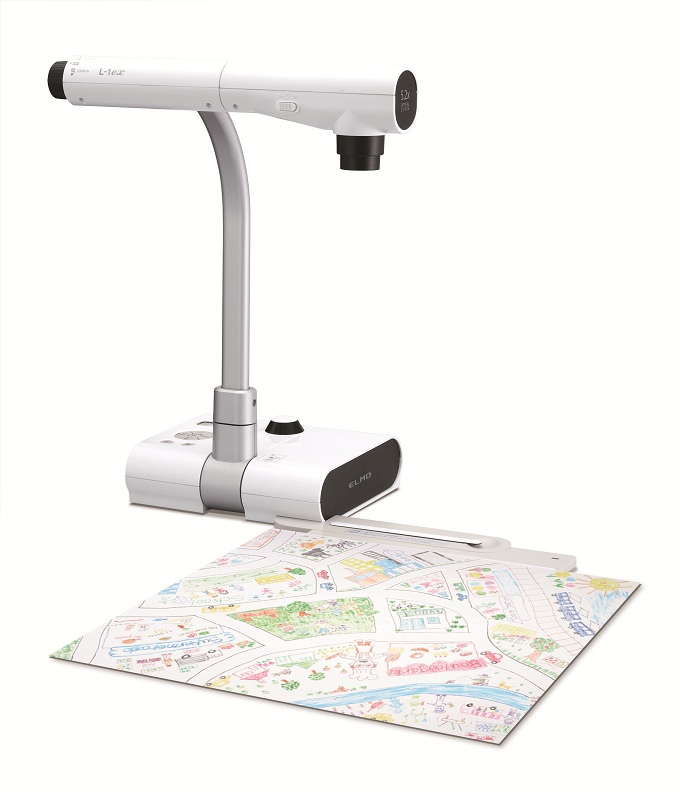
Câmera de documentos

Câmera de documentos é um dispositivo eletrônico que pode ser utilizado para exibir em tempo real imagens de documentos, negativos, transparências e objetos tridimensionais em uma tela LCD ou DLP. Esse equipamento pode ser conectado a televisores, computadores ou monitores.